# Hypsophrys
Hypsophrys – rodzaj ryb z rodziny pielęgnicowatych (Cichlidae).

## Klasyfikacja
Gatunki zaliczane do tego rodzaju:
- Hypsophrys nematopus – bazalcik kostarykański[3]
- Hypsophrys nicaraguensis – pielęgnica nikaraguańska[4]

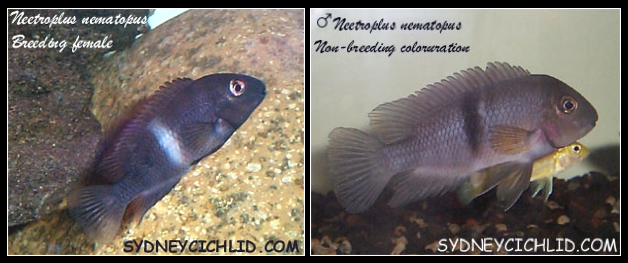
Hypsophrys nematopus